# ノックガン
ノックガン（英: Nock gun）とは7本の滑腔銃身を持つフリントロック式の銃器である。この銃は、イギリス海軍によりナポレオン戦争の初期段階で使用された。この銃の型式はボレーガンに相当し、艦と艦の戦闘に用いられたものの、反動が強力なことから使用は限られ、最終的に使用中止となった。
本銃の異様な外見や運用は、現代の架空作品の中で劇的に表現されるに至った。特に映画『アラモ』での登場、またバーナード・コーンウェルの小説『リチャード・シャープ』シリーズが挙げられる。

## 経歴と設計
この兵器はイギリスの技術者ジェームズ・ウィルソンが1779年に発明し、後、ロンドンに本拠を置いていた製造者ヘンリー・ノックがこの銃を製造したことから名前が付けられた。この銃は、イギリス海軍の艦へと敵の水兵が乗り込んできた場合に、艦の索具の上からデッキ上へと射撃を行なうよう意図したものだった。理屈の上では、7銃身からの斉射は密に並んだ敵の水兵に壊滅的な効果を与えるはずだった。
このボレーガンは7本の銃身を互いに溶接して構成されており、中央の銃身からは周囲を取り巻いて束ねられた他の6本の銃身へと小さな貫通孔が刳り抜かれている。中央の銃身は薬室を形成する中空の栓にねじ込まれており、この栓は貫通孔と接続している。
本銃は標準的なフリントロック機構を用いて動作し、点火薬は小さな貫通孔を介して中央銃身の発射薬を発火させる。火花が中央の薬室に到達すると、いちどきに7本の銃身の発射薬が点火し、ほぼ同時に斉射する。
最初のモデルはライフリングの施された銃身を備えたが、装填の工程は長くて手間がかかるものだった。結果、この後の全てのモデルは滑腔銃身で製造されることとなった。

## 配備と使用
ナポレオン戦争の初期に、イギリス海軍によってノックガンが500挺購入された。しかし戦闘中にこの銃を使おうという試みは、速やかに設計上の問題を明らかにした。7本の銃身全てをいちどきに発射することで起こる反動は考えられていた以上のものであり、しばしば銃を撃った兵員は肩を痛めるか骨折した。またいずれにせよこの銃は非常に照準や操作がしにくいものだった。さらにその上、士官達はこの銃の飛ばす火花が、周囲の帆布や索具に燃え移る恐れがあった事から、この銃を戦闘中に出すのを嫌った。
より小型軽量なバージョンが量産された。これは銃の射程を短縮したが、水兵にとって快適に射撃するには反動が相変わらず強力だった。イギリス海軍によって幾つかのモデルが購入され、1804年に軍備から外された。
ヨーク・キャッスル博物館の兵器ギャラリーでは幾つかの現存品を見ることができ、アメリカの国立銃器博物館やチャールストン博物館、イギリスの王立武具博物館ではハリウッド製の模造銃が展示されている。

## 映画等での登場
ノックガンは1960年の映画『アラモ』の中で今も興味を惹いており、俳優リチャード・ウィドマークの演じるジェームズ・ボウイはこの銃の1挺を使用している。バーナード・コーンウェルのシリーズ小説には架空のイギリス人兵士リチャード・シャープが登場し、より最近ではTVドラマ『炎の英雄 シャープ』の中でシャープ自身がノックガンを用いている。また強くたくましい登場人物であるパトリック・ハーパーやイギリス海軍の兵員もこの銃を使用する。
ビデオゲーム『Gun』の作中では、最大の敵対者であるトーマス・マグルーダーが最後のボス戦でノックガンを用いる。ゲームを終えた後、この銃はアンロックされてプレイヤーが使用可能となる。
ディスカバリーチャンネルのTVシリーズである『アメリカン・ガンズ』ではこの銃の近代的なバージョンが特別に製作された。